# 24944 Гаріш-Чандра
24944 Гаріш-Чандра (24944 Harish-Chandra) — астероїд головного поясу, відкритий 11 червня 1997 року.
Тіссеранів параметр щодо Юпітера — 3,347.